# Mindorospoorkoekoek
De mindorospoorkoekoek (Centropus steerii) is een spoorkoekoek uit de familie van de koekoeken. De vogel is genoemd naar de Amerikaanse ornitholoog Joseph Beal Steere. Het is een ernstig bedreigde vogelsoort die alleen voorkomt op het Filipijnse eiland Mindoro. 
In het Filipijns heet deze vogel Sukut-Sukut.

## Herkenning
De mindorospoorkoekoek is een grote koekoek, het vrouwtje van deze soort is gemiddeld (inclusief staart) 49,5 centimeter en heeft een vleugellengte van 16 centimeter en het mannetje is gemiddeld 43 centimeter en heeft een vleugellengte van 15,5 centimeter. Het vrouwtje is groter, maar verder lijken de seksen qua verenkleed op elkaar. De kop en keel zijn zwart met een vage groenblauwe glans, de staart en vleugels zijn zwartachtig bruin met wat groen erdoorheen en de rest van het lichaam is donkerbruin. De snavel en de poten zijn zwart en de ogen bruin.
De mindorospoorkoekoek is een schuwe vogel met een verborgen leefwijze. De ook op Mindoro voorkomende Filipijnse spoorkoekoek (C. viridis)  is egaal zwart met een veel duidelijkere groene glans. Bovendien komt deze spoorkoekoek is in allerlei typen leefgebieden voor, in tegenstelling tot de mindorospoorkoekoek.

## Verspreiding en leefgebied
De soort komt vermoedelijk alleen nog voor op drie locaties op het eiland Mindoro, namelijk het Key Biodiversity Area Mount Siburan, gelegen in de dorpen Batong-buhay, Ligaya, Malisbong en Burgos in de gemeente Sablayan en verder in de gemeenten Puerto Galera en Malpalon (in Calintaan). Het leefgebied bestaat uit primair regenwoud met veel plankwortelbomen in laag- en heuvelland tot op 760 m boven de zeespiegel. Daarin houdt de vogel zich op in dichte vegetatie, slingerplanten en in bamboebos. Zodra het bos wordt aangetast en secundair bos ontstaat, verliest deze soort de concurrentie met de gewone Filipijnse spoorkoekoek.

## Voortplanting en voedsel
Er is niets bekend over de voortplanting en het foerageergedrag van deze soort in het wild.

## Status
De  mindorospoorkoekoek heeft een klein en gefragmenteerd verspreidingsgebied en daardoor is de kans op uitsterven zeer groot. De grootte van de wereldpopulatie werd in 2016 geschat op 50 tot 250 volwassen individuen. Door de ontbossingen op Mindoro zal het eiland rond 2025 volledig ontdaan zijn van oerbos. Mount Siburan is het laatste natuurgebied waar in 2011 deze spoorkoekoek nog is gehoord. Om deze redenen staat deze soort als kritiek op de Rode Lijst van de IUCN.